# Andrés Molteni
Andrés Molteni (født 15. marts 1988 i Buenos Aires, Argentina) er en professionel tennisspiller fra Argentina.